# Fujiwara no Norimichi
Fujiwara no Norimichi (藤原 教通?   29 de julio de 996 - 6 de noviembre de 1075) fue un kugyō (cortesano japonés de clase alta) que vivió durante la era Heian. Fue miembro del clan Fujiwara y quinto hijo del regente Fujiwara no Michinaga.

## Biografía
Ingresó a la corte imperial en 1006 con el rango jugoi inferior y nombrado chambelán. Fue promovido al rango jushii inferior en 1008 y en 1010 al rango jusanmi, convirtiéndose en cortesano de clase alta. En 1011 fue ascendido al rango shōsanmi y asignado oficial de la chūgū Fujiwara no Shōshi, su hermana mayor y consorte del Emperador Ichijō. En 1013 fue nombrado gonchūnagon y promovido al rango junii, posteriormente en 1015 fue ascendido al rango shōnii, en 1017 como oficial del Príncipe Imperial Atsunaga (futuro Emperador Go-Suzaku) y en 1019 como gondainagon.
Sería nombrado naidaijin en 1021, cargo que mantendría hasta 1047 cuando fue promovido a udaijin. Desde 1037 a 1045 fue nombrado tutor imperial del Príncipe Imperial Chikahito (futuro Emperador Go-Reizei) y desde 1046 a 1068 fue tutor imperial del Príncipe Imperial Takahito (futuro Emperador Go-Sanjō). En 1057 fue promovido al rango juichii y en 1060 fue promovido como sadaijin hasta el 1069. En 1064 fue nombrado líder del clan Fujiwara y en 1068 fue nombrado kanpaku (regente) del Emperador Go-Reizei, del Emperador Go-Sanjō y del Emperador Shirakawa, hasta su fallecimiento en 1075.  Entre 1070 y 1071 ocupó el cargo de Daijō Daijin y póstumamente fue elevado al rango shōichii.
Norimichi tuvo muchos roces con el Emperador Go-Sanjō, ya que al no descender paternalmente del clan Fujiwara (siendo el primero después de 170 años) propuso reducir los poderes de dicho clan y reinar directamente sin la ayuda de un regente. No obstante, el Emperador Go-Sanjō reinó brevemente y quiso establecer un gobierno enclaustrado sobre su hijo el Emperador Shirakawa, pero falleció al año siguiente; aunque marcó el inicio del declive del poder del clan Fujiwara.

## Matrimonio e hijos
En 1012 se casó con una hija del regente Fujiwara no Kintō y tuvo como hijos a los cortesanos Fujiwara no Nobuie, Fujiwara no Michimoto y Fujiwara no Nobunaga, así como Fujiwara no Kanshi, consorte del Emperador Go-Reizei y Fujiwara no  Seishi, consorte del Emperador Go-Suzaku.
Cuando su primera esposa falleció, contrajo matrimonio por segunda vez en 1026 con la Princesa Imperial Shishi, hija del Emperador Sanjō, quien falleció en 1048 sin dejar hijos. Norimichi se casó por tercera vez en 1051 con la Princesa Senshi, tercera hija del Príncipe Imperial Tomohira y tampoco tendría hijos.